# مارک مک‌کریستال
مارک مک کریستال (انگلیسی: Mark McChrystal؛ زادهٔ ۲۶ ژوئن ۱۹۸۴) بازیکن فوتبال اهل بریتانیا است.
از باشگاه‌هایی که در آن بازی کرده‌است می‌توان به باشگاه فوتبال بریستول راورز، باشگاه فوتبال ترانمره راورز، باشگاه فوتبال ولورهمپتون واندررز، باشگاه فوتبال برادفورد سیتی، باشگاه فوتبال اسکانتورپ یونایتد، و باشگاه فوتبال پاتریک تیسل اشاره کرد.
وی همچنین در تیم‌های ملی فوتبال ایرلند شمالی، و ایرلند شمالی، و زیر ۲۱ سال ایرلند شمالی بازی کرده‌است.